# Nazo Toji
Nāzo Tojī (نازو توخۍ), o Nāzo Anā ( en pastún: نازو انا‎ انا, "la abuela Nazo"), fue una  poeta afgana que escribía en pastún.
Perteneciente a una importante familia de Kandahar, Nazo Toji es también considerada una guerrera legendaria en la historia de Afganistán y la madre "de la nación afgana" por su propia contribución al final del dominio persa sobre las tribus pastunes. Su hijo, Mirwais Hotak, logró finalmente expulsar a los persas e instaurar un estado afgano independiente.

## Primeros años y fondo familiar
Nazo Tokhi nació sobre 1651 en el pueblo de Spozhmayiz Gul, cerca de Thazi en la provincia de Kandahar de Afganistán, en el seno de una rica familia pastún. Su padre, Sultan Malakhai Toji, era el líder de la tribu Toji y gobernaba sobre la región de Gazni. Su madre fue Salim Khan Hotak, hija de Karam Khan. Nazo Toji fue a su vez madre del fundador de la dinastía Hotak, Mirwais Hotak, por lo que los reyes afganos Mahmud Hotak y Hussain Hotak fueron sus nietos.
Nazo Ana fue una poeta ilustrada con fama de bondadosa y caritativa. Su padre prestó atenció a su educación, teniendo los mejores tutores del Kandahar de su era. Fue llamada la "Madre de la nación afgana", por la autoridad que tenía por su conocimiento del código tribal pashtunwali. El pashtunwali servía de ley entre las tribus pastunes y Nazo fue árbitro en conflictos entre las tribus Ghilji y Sadozai, siendo clave en cimentar la unión de las tribus frente a sus señores persas safávidas. Su contribución propia como poeta es considerada inestimable en la cultura pastún.
Cuándo su padre fue asesinado en una batalla en el monte Sur, su hermano tomó las armas para vengar su muerte y dejó a Nazo a cargo de las propiedades familiares. Esto incluyó la defensa amada del castillo familiar frente a los enemigos.

### Poesía
Nazo Ana es famosa por poemas como el que sigue:

El rocío gotea desde un temprano amancecer

como lágrimas desde un ojo melancólico,

¡Oh, belleza! Pregunté qué te hace llorar

- la vida es demasiado corta para mí - respondió.

Mi belleza florece y se marchita en un momento

como una sonrisa viniera y se desvaneciera.
Nazo Toji

### Leyendas
Una leyenda cuenta que Nazo Ana tuvo un sueño premonitorio la noche que nació su hijo Mirwais Hotak:

La noche que nació Mirwais (1673), su madre, Nazo Ana, soñó con el Shaykh Beṭ Nīkə (líder folclórico o ancestro de la confederación Bettani de los pastún). Este le dijo a Nazo que cuidara de su hijo recién nacido porque crecería y el país sería bendecido con sus servicios. Nazo Ana, de vez en cuando, recordaba este sueño a su hijo y le aconsejaba actuar con autenticidad. El joven Mirwais seguía los consejos de su madre.

### Muerte
Nazo Ana murió  aproximadamente en 1717 con 66 años, dos años después de la muerte de su hijo Mirwais.

## Legado
Nazo Ana es considerada una heroína entre los afganos. Un gran número de escuelas e instituciones llevan su nombre a lo largo de Afganistán.